# Johnny Hekker
John Robert Hekker (Redmond, 8 febbraio 1990) è un giocatore di football americano statunitense che milita nel ruolo di punter per i Tennessee Titans della National Football League (NFL). Al college ha giocato a football all'Università statale dell'Oregon.

## Carriera

### St. Louis/Los Angeles Rams
Dopo non essere stato scelto nel Draft NFL 2012, Hekker firmò con i St. Louis Rams. Nella settimana 4 su un finto tentativo di punt lanciò un passaggio da touchdown per Danny Amendola. La settimana successiva contro gli Arizona Cardinals stabilì un nuovo record di franchigia dei Rams con 56,9 yard medie lorde per punt a partita. Nella stagione 2013 batté il record NFL stagionale di Andy Lee mantenendo una media di 44,2 yard nette per punt, venendo convocato per il suo primo Pro Bowl e inserito nel First-team All-Pro dall'Associated Press.
Nella settimana 7 della stagione 2014, nel finale di gara Hekker completò un passaggio da 17 yard su un finto tentativo di punt che risultò decisivo nella vittoria sui Seattle Seahawks campioni in carica. Il 5 dicembre firmò un rinnovo contrattuale della durata di 6 anni per 18 milioni di dollari, inclusi 9 milioni garantiti, quest'ultima cifra la più alta della lega tra i punter e i kicker. A fine anno fu inserito nel Second-team All-Pro
Nel 2015, Hekker fu convocato per il secondo Pro Bowl in carriera  ed inserito nel First-team All-Pro dopo avere guidato la NFL con 47,9 yard medie per punt.
Nei playoff 2018-2019, i Rams batterono i Cowboys e i Saints, qualificandosi per il loro primo Super Bowl dal 2001, poi perso contro i New England Patriots.
Il 13 febbraio 2022 Hekker scese in campo nel Super Bowl LVI vinto contro i Cincinnati Bengals 23-20, calciando 6 punt a una media di 43,5 yard l'uno e conquistando il suo primo titolo.

### Carolina Panthers
Il 18 marzo 2022 Hekker firmò un contratto triennale con i Carolina Panthers.

### Tennessee Titans
Il 13 marzo 2025 Hekker firmò un contratto di un anno del valore di 1,42 milioni di dollari con i Tennessee Titans.

## Palmarès

### Franchigia
- Super Bowl : 1

Los Angeles Rams: LVI
- National Football Conference Championship: 2

Los Angeles Rams: 2018, 2021

### Individuale
- Convocazioni al Pro Bowl: 4

2013, 2015, 2016, 2017
- First-team All-Pro: 4

2013, 2015, 2016, 2017
- Second-team All-Pro: 2

2014, 2018
- Giocatore degli special team della NFC del mese: 1

ottobre 2015
- Formazione ideale della NFL degli anni 2010